# John Taylor (atlet)
John Baxter Taylor, Jr. (født 3. november 1882 i Washington D.C., død 2. december 1908 i Philadelphia) var en amerikansk atlet, som deltog i OL 1908 i London.

## Atletikkarriere
Mens han gik på University of Pennsylvania, vandt han tre gange det amerikanske collegemesterskab i 440 yardsløb, og han løb i to af tilfældene i årets hurtigste tid på distancen. Han var også med i et uofficielt 880 yardsløb for collegedrenge i forbindelse med Sommer-OL 1908 i New Orleans, hvor han blev nummer tre.
Taylor deltog i to discipliner ved OL 1908 i London. I 400 meterløbet var han favorit, men løbet blev et af de mest dramatiske og kontroversielle i den olympiske historie. I finalen deltog han sammen med yderligere to amerikanere samt englænderen Wyndham Halswelle, og amerikaneren John Carpenter pressede Halswelle udad i banen i et sving og vandt foran englænderen. Imidlertid var dommerne til løbet indstillet på at diskvalificere Carpenter, hvorpå de afgjorde, at finalen skulle løbes om, denne gang uden Carpenter. Den amerikanske delegation var yderst utilfreds med dette og beordrede de to øvrige amerikanere til ikke at stille op. Officielt blev Halswelle derfor olympisk mester. Taylor var derpå også med i det første stafetløb ved et OL, da der blev løbet 1600 m med fire deltagere på hvert hold. Det var dog en noget anderledes form for stafetløb end nu om dage, da der ikke blev brugt stafetter, men skiftet efter berøring fra den foregående løber. Desuden løb de to første deltagere hver 200 m, den næste løb 400 m og den sidste løb 800 m. Amerikanerne vandt klart deres indledende heat, og i finalen løb de mod Tyskland og Ungarn. Her var amerikanerne også bedst og vandt tre sekunder foran Tyskland, der var skarpt forfulgt af Ungarn. Det amerikanske hold bestod ud over Taylor af Frank Hamilton, Nate Cartmell og Mel Sheppard. Med sejren blev Taylor den første sorte mand, der vandt en OL-guldmedalje.

## Anden karriere
Taylor var uddannet dyrlæge kort inden OL, og han planlagde at åbne en dyrlægepraksis, når han kom tilbage fra legene. Men han kom ikke til at praktisere ret meget, for samme år døde han af tyfus.